# Rolling Stone
Pour les articles homonymes, voir Rolling, Rolling Stones (homonymie) et Stone.
Cet article concerne le magazine américain. Pour le groupe de rock, voir The Rolling Stones. Pour la chanson de blues, voir Rollin' Stone. Pour la chanson de Mylène Farmer, voir Rolling Stone (chanson).
Rolling Stone est un magazine bimensuel américain traitant la pop culture mais à dominante musicale. Il voit le jour à San Francisco en 1967 par Jann Wenner sous l'impulsion du critique de musique jazz Ralph J. Gleason (en).
Dans les années 2020, le titre est publié dans dix-huit pays. L'édition en langue française est lancée par Lionel Rotcage, ancien journaliste à Libération ; le no 1 est daté de janvier-février 1988 et depuis 2008 Wenner est l'éditeur du magazine. Le magazine Rolling Stone bénéficie de nombreuses éditions étrangères.

## Description
Le titre, qui signifie « bourlingueur », se traduit littéralement par « pierre qui roule » en français. Il vient de la chanson de Muddy Waters Rollin' Stone (Catfish Blues), d'où le groupe The Rolling Stones a également tiré son nom.

## Histoire
Le magazine est publié pour la première fois le 9 novembre 1967. À ses débuts, le magazine se fait le porte-parole de la culture hippie. Il accompagne les débuts de groupes tels que Grateful Dead et fait même l'objet d'une chanson de Dr. Hook and the Medicine Show, Cover of the Rolling Stone. Dans les années 1980, même s'il continue à s'offrir la signature de journalistes de renom comme Hunter S. Thompson ou Lester Bangs, Rolling Stone s'embourgeoise[pas clair]. On considère que le vrai changement de politique éditoriale date du déménagement du magazine pour New York en 1977, déménagement dont le but était de se rapprocher des agences de publicité.
Au début des années 2000, Rolling Stone doit faire face à un déclin des ventes dû, entre autres, au succès de magazines pour jeunes adultes tels que Maxim ou FHM. Il change alors de cible : il s'adresse à un public plus jeune et propose de plus en plus d'articles à caractère sensationnel ou en lien avec la sexualité. Le fondateur du magazine, Jann Wenner, décide alors de vendre ses parts : d'abord en septembre 2016 en cédant 49 % de ses parts à la société BandLab puis en décembre 2017 les 51 % restants à Penske Media Corporation qui possède les magazines Variety, Deadline et Women's Wear Daily. Le 31 janvier 2019, Penske Media rachète les parts de BandLab devenant ainsi le seul actionnaire.
Le 26 juillet 2018, Rolling Stone s'associe à YouTube Music pour The Rolling Stone Relaunch pour célébrer la refonte du magazine et du site web, en plus du récent lancement de YouTube Music. Il marque le début d'un accord de partenariat entre Rolling Stone et YouTube Music, fournissant des contenus numériques exclusifs et des expériences artistiques pour les utilisateurs. L'événement, tenu à Brooklyn, accueille 500 initiés de l'industrie de la musique et présenté une performance musicale de Shawn Mendes. La soirée se termine par une performance spéciale par le groupe musical historique Toots and the Maytals, dont le chanteur Toots Hibbert est nommé par Rolling Stone comme un des 100 plus grands chanteurs. Le concert est filmé pour la série nommée « Live from the Artists Den » aux Emmy Awards,.

## Éditions par pays

### Afrique
La version africaine de Rolling Stone est lancée en août 2024. Gus Wenner, directeur général de Rolling Stone, annonce la création d'une coentreprise avec le groupe Mwankom pour « étendre sa présence en Afrique ». Rolling Stone Africa est dirigé par le groupe Mwankom fondé par David Romuald « DR » Bellegarde-Smeralda, qui en est le directeur général,. En août 2024, Fela Kuti fait la première couverture de Rolling Stone Africa,. Rolling Stone Africa est publié mensuellement avec une impression trimestrielle, consacré à la musique, aux sports, aux films et à la culture populaire, avec des articles locaux rédigés par des rédacteurs de différents pays d'Afrique comme le Nigeria, le Zimbabwe, l'Afrique du Sud, le Ghana, l'Ouganda, l'Angola, etc.,. En 2011, une édition sud-africaine était active mais est fermée par la suite,. Les rédacteurs actuels comprennent Krysta Billong, Usher Nyambi et Ify Obi, entre autres,.

### Australie
Rolling Stone Australia est l'édition australienne du magazine, consacré à la musique, à la politique et à la culture populaire, et publié tous les mois. La version australienne de Rolling Stone est d'abord publiée en 1970 en tant que supplément du magazine Revolution publié par Phillip Frazer, étudiant à l'université Monash. Elle est lancée en tant que magazine à part entière en 1972 par Frazer. et est l'édition internationale de Rolling Stone qui a survécu le plus longtemps jusqu'à la parution de son dernier numéro en janvier 2018,.

### Brésil
Rolling Stone Brasil est publié au Brésil entre 2006 et 2018 par la maison d'édition Spring Comunicação. En mai 2018, la fin de la publication mensuelle de Rolling Stone Brésil a été annoncée, ne conservant que les éditions spéciales imprimées.

### Espagne
La version espagnole, intitulée Rolling Stone España naît en novembre 1999 et disparait en juin 2015 avec Kurt Cobain en couverture. Suivant la ligne éditoriale de son magazine parent américain, le premier rédacteur en chef de l'édition espagnole est Pedro Javaloyes, qui occupe ce poste jusqu'en octobre 2013. Il est remplacé par Beatriz G. Aranda, puis par Iñaki de la Torre (jusqu'à la fin). Anciennement publié tous les mois, il appartenait au Grupo Prisa, dirigé par Juan Luis Cebrián et fondé par Jesús de Polanco, éditeur d'El País et du quotidien sportif As, ainsi que responsable de Cadena SER et Canal+, et était l'un des principaux titres de PRISA Revistas (Cinemanía, Gentleman (magazine) et CAR (Espagne)).

### France
En France, le magazine, simplement intitulé Rolling Stone connait quatre phases : une première dans les années 1980 dirigée par Lionel Rotcage ; une deuxième par Yves Bongarçon, à partir du mois d'octobre 2002 publiée d'abord par IXO Publishing puis Cyber Press Publishing avec Jean-Éric Perrin (ancien de Rock & Folk, Best et RER) à la rédaction en chef. Le groupe Cyber Press Publishing est mis en liquidation judiciaire au mois de juin 2007. Après une mise en sommeil, en avril 2008, Rolling Stone renaît et est publié chez l'éditeur 1633 SA : cette nouvelle formule a pour rédacteur en chef Belkacem Bahlouli (ancien de Maximal, Best, Musique Info Hebdo, Tribu Rock et Guitar World) insufflant un ton nouveau, mélangeant articles d'actualités, sujets de société et rubriques « vintage ». Parallèlement, une collection de hors séries « collector » est lancée : numéros spéciaux notamment consacrés à Bruce Springsteen, Bob Dylan, Woodstock, Beatles…
À la suite du départ de Belkacem Bahlouli à l'été 2010, c'est Alain Gouvrion (ancien de Musicien, CD Mag, Backstage, Super et rédacteur en chef adjoint de Rolling Stone) qui reprend la rédaction en chef du magazine. Au 1er octobre 2016, une nouvelle formule présente, à l'image du Rolling Stone américain, une section politique et société et voit le retour de Belkacem Bahlouli à la rédaction en chef du magazine. Sous son impulsion, de nouveaux intervenants apparaîtront au fil des numéros. Dès le second numéro, daté novembre, des journalistes invités font leur apparition : Jean-Luc Hees ou Thomas Snégaroff pour la partie politique ou Yves Bigot et Sylvie Simmons pour les pages musique. Par la suite, Renaud Dély, Brice Couturier, Bruno Patino ou Laurent Bazin viendront renforcer l'équipe dédiée aux pages politiques et société et la partie musique sera renforcée avec l'arrivée d'Alexandre Jaffray, Éric Delon, Silvère Vincent, ou Charles Bloch.
Depuis 2019, le magazine est édité par la société RS France et dirigé par son éditrice Alma Rota et se développe sur le numérique et les déclinaisons hors média comme en juillet 2024 avec une scène live dédiés au Festival Cognac Blues Passions animée par les journalistes du magazine.
La rédaction se situe dans le 5e arrondissement de Paris, rue Claude-Bernard.

### Italie
L'édition italienne de Rolling Stone, intitulée Rolling Stone Italia, est fondée en novembre 2003 par IXO Publishing. Après l'échec d'IXO Publishing (qui publiait également l'édition française), le magazine devient l'objet de la convoitise de plusieurs maisons d'édition, mais il conserve son caractère indépendant grâce à Editrice Quadrantum.

## Site web
Le site web devient une source interactive d'informations biographiques sur les artistes du monde de la musique en plus de classements historiques de la revue. Les utilisateurs peuvent croiser des listes de références et ils ont également à leur disposition des aperçus historiques. Par exemple, Toots and the Maytals est un groupe figurant à la fois dans « Les 500 plus grands albums de tous les temps selon Rolling Stone » et dans « Les 500 plus grandes chansons de tous les temps selon Rolling Stone », avec des détails biographiques de Rolling Stone qui expliquent comment Toots and the Maytals sont à l'origine de l'invention du terme « reggae » dans leur chanson Do the Reggay,. Pour des informations biographiques sur tous les artistes, le site web contient un répertoire organisé par ordre alphabétique.

## Classements
Le magazine a publié divers classements :
- Les 500 plus grands albums de tous les temps selon Rolling Stone ;
- les 50 plus grands albums de tous les temps catégorie « Women Who Rock » ;
- Les 500 plus grandes chansons de tous les temps selon Rolling Stone ;
- Les 100 plus grands guitaristes de tous les temps selon Rolling Stone ;
- Les 100 plus grands chanteurs de tous les temps selon Rolling Stone ;
- Les 100 disques essentiels du rock français selon Rolling Stone[28] ;
- Los 100 maiores discos da música brasileira da revista Rolling Stone ;
- Los 100 mejores discos del rock nacional argentino segun la revista Rolling Stone[29] ;
- 150 album Indonesia Terbaik menurut Rolling Stone ;
- Rolling Stone's 100 Greatest Japanese Albums ;
- Los 50 mejores discos chilenos segun la revista Rolling Stone ;
- Los 50 mejores discos del rock español segun la revista Rolling Stone[30] ;
- Die 50 besten deutschen Alben nach Rolling Stone[31].